# Oh! Susanna
Oh! Susanna, Roud 9614, är en amerikansk visa av Stephen Foster som publicerades 1848. Den har kommit att associeras med guldrushen i Kalifornien.
En inspelning från 1965 med The Singing Dogs nådde som högst 22:a-platsen på Billboard Hot 100-listan. En inspelning gjordes 1965 även av The Byrds på albumet Turn! Turn! Turn!. James Taylor spelade in sången på albumet Sweet Baby James 1970. Den spelades också in på albumet Americana av Neil Young och Crazy Horse från 2012.

### Fotnoter
1. ↑  Whitburn, Joel (2009), Top Pop Singles 1955-2008, Record Research, Milwaukee, Wisconsin
2. ↑   Interview with Roger McGuinn of the Byrds - February 1970, Vincent Flanders: His Personal Web Site, http://www.vincentflanders.com/roger-mcguinn-interview.html, läst 25 april 2012
3. ↑  ”Turn! Turn! Turn!”, Allmusic, http://www.allmusic.com/album/r3061, läst 25 april 2012
4. ↑  ”Sweet Baby James”, Allmusic, http://www.allmusic.com/album/r19697/review, läst 25 april 2012
5. ↑  ”Americana - Neil Young & Crazy Horse”, Allmusic.com, http://www.allmusic.com/album/americana-r2442804, läst 9 maj 2012